# 武夷肉桂

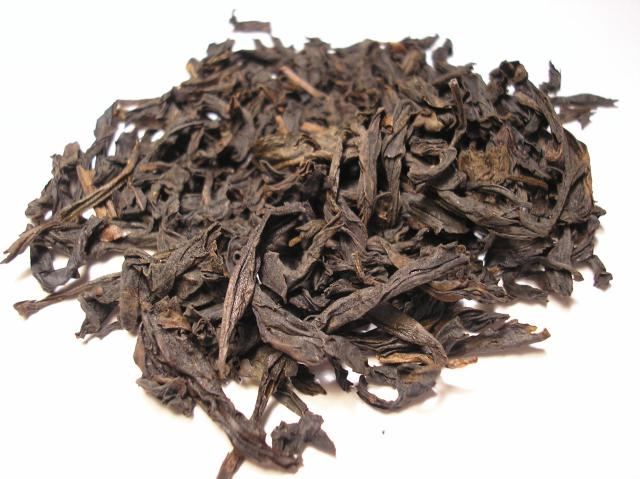
武夷肉桂の茶葉

武夷肉桂（ぶいにっけい、ウーイーロウグイ）は中華人民共和国の茶、武夷岩茶の一種。
栽培は100年以上昔から行われていたが、武夷肉桂の名前が広く知られるようになったのは1950年代に入ってからである。それに伴い栽培場所も広がり、武夷岩茶の中では武夷水仙と並んで1位、2位を争うほどの栽培面積を持ち、人気も高い。
長く残るシナモン、金木犀を合わせたような香りが特徴。

## 名称の由来
名前の由来については、以下のような説がある。
- シナモン（肉桂）の香りがすることから[3]。
- 古くは「肉桂」とは「金木犀」を指し、甘い花のような香りがするから[3]。